# Katarzyna Leszczyńska
Katarzyna Leszczyńska z Opalińskich herbu Łodzia (ur. 13 października 1680 w Poznaniu, zm. 19 marca 1747 w Lunéville) – królowa Polski, księżna Lotaryngii i Baru jako żona Stanisława Leszczyńskiego. Właścicielka ziemi człopiańskiej i miasta Człopa.

## Życiorys
Była córką kasztelana poznańskiego – Jana Karola Opalińskiego i starościanki międzyrzeckiej Zofii Anny Czarnkowskiej. W maju 1698 r. w Krakowie wyszła za mąż za starostę odolanowskiego – Stanisława Leszczyńskiego. Wianem królowej były dobra człopiańskie, które otrzymała od Władysława Czarnkowskiego.  W 1699 urodziła się ich córka Anna, a 4 lata później Maria. W wyniku poparcia króla szwedzkiego – Karola XII, po detronizacji Augusta II przez konfederację warszawską – Stanisław i Katarzyna koronowali się 4 października 1705 r. w Warszawie na władców Polski. W wyniku niepomyślnego obrotu spraw Leszczyńskiego, zmuszona była wraz z dziećmi opuścić Rzeczpospolitą w 1708 roku. W latach 1708–1711 przebywała w Szczecinie, 1711–1714 rezydowała w szwedzkim Kristianstad.
Po kilkuletniej tułaczce Katarzyny z dziećmi po północnej Europie, cała rodzina wyjechała w 1714 do nadanego Leszczyńskiemu Księstwa Dwóch Mostów. W 1719 r. Leszczyńscy osiedlili się we Francji w Wissembourgu. W 1725 ich córka Maria Leszczyńska została żoną Ludwika XV i królową Francji. Leszczyńscy zamieszkali w Chambord. W 1733 r. Stanisław wyjechał do Polski po koronę, a Katarzyna pozostała w tym czasie na obczyźnie. Po powrocie męża, Leszczyńscy uzyskali, na mocy traktatu w Wiedniu pomiędzy Austrią, Rosją i Francją (1735 r.), księstwo Lotaryngii i Baru i zamieszkali w Lunéville.
Katarzyna z Opalińskich Leszczyńska zmarła 19 marca 1747 i została pochowana w kościele Notre-Dame de Bon Secours w Nancy.

## Życie prywatne
| Obraz | Imię              | Data Urodzenia | Data śmierci | Małżeństwa |
| ----- | ----------------- | -------------- | ------------ | ---------- |
|       | Anna Leszczyńska  | 1699           | 1717         |            |
|       | Maria Leszczyńska | 1703           | 1768         | Ludwik XV  |

## Galeria

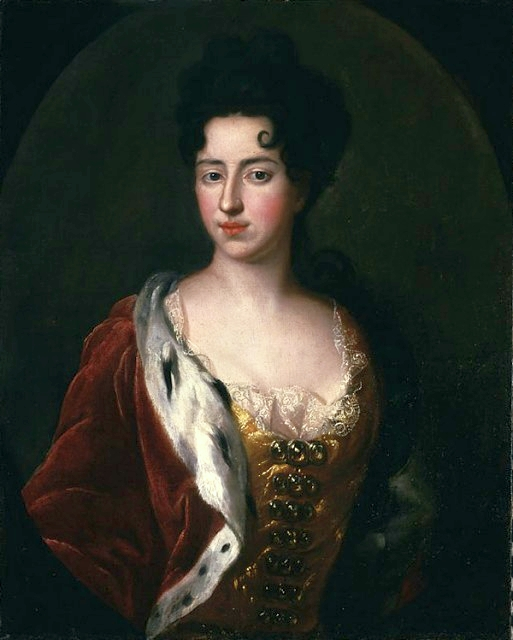
Portret Katarzyny Opalińskiej
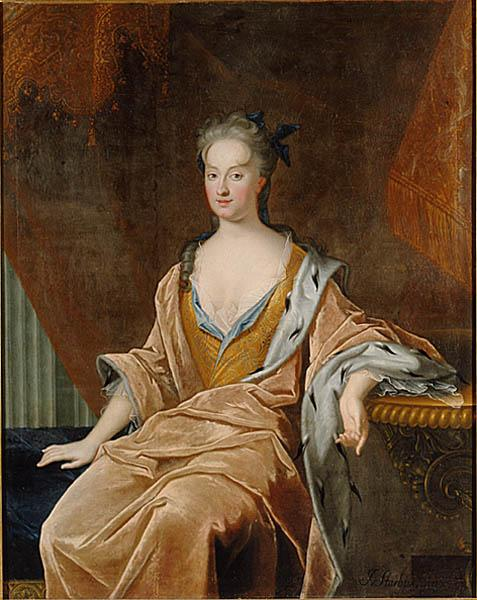
Portret Katarzyny Opalińskiej, 1712 r.
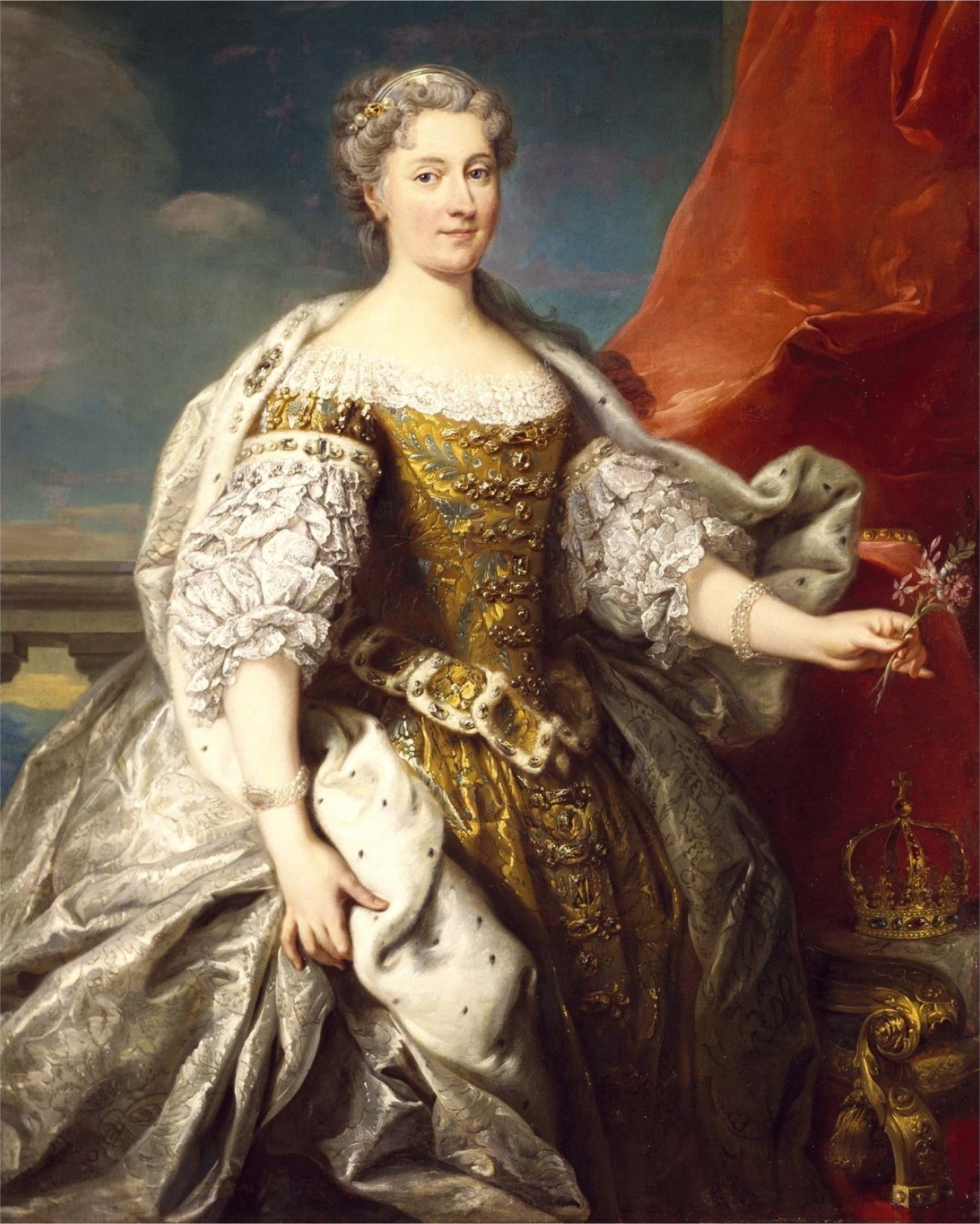
Portret Katarzyny Opalińskiej, autor Jean Baptiste van Loo, 1725 r.
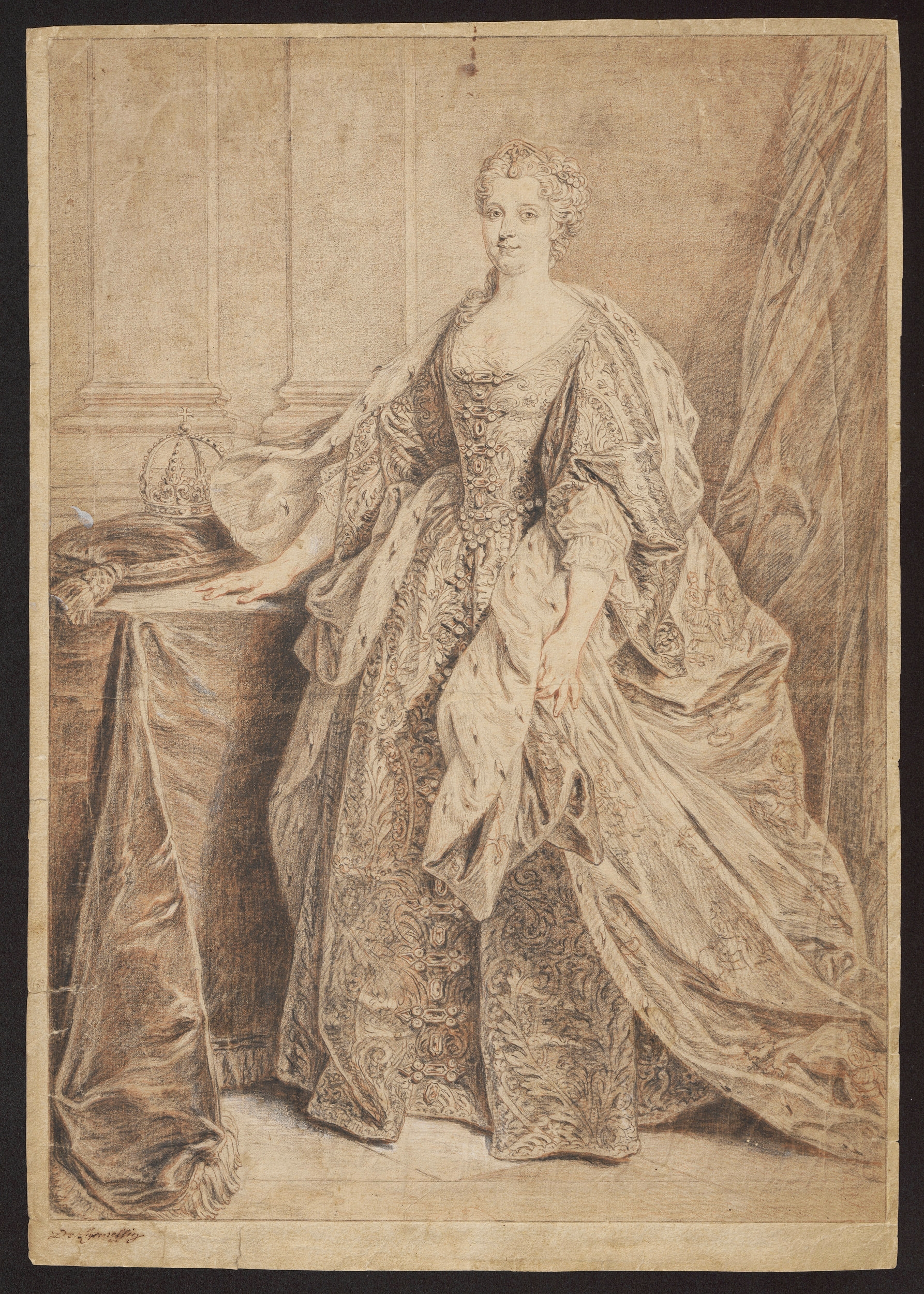
Portret Katarzyny Opalińskiej, 1733–1735 r.
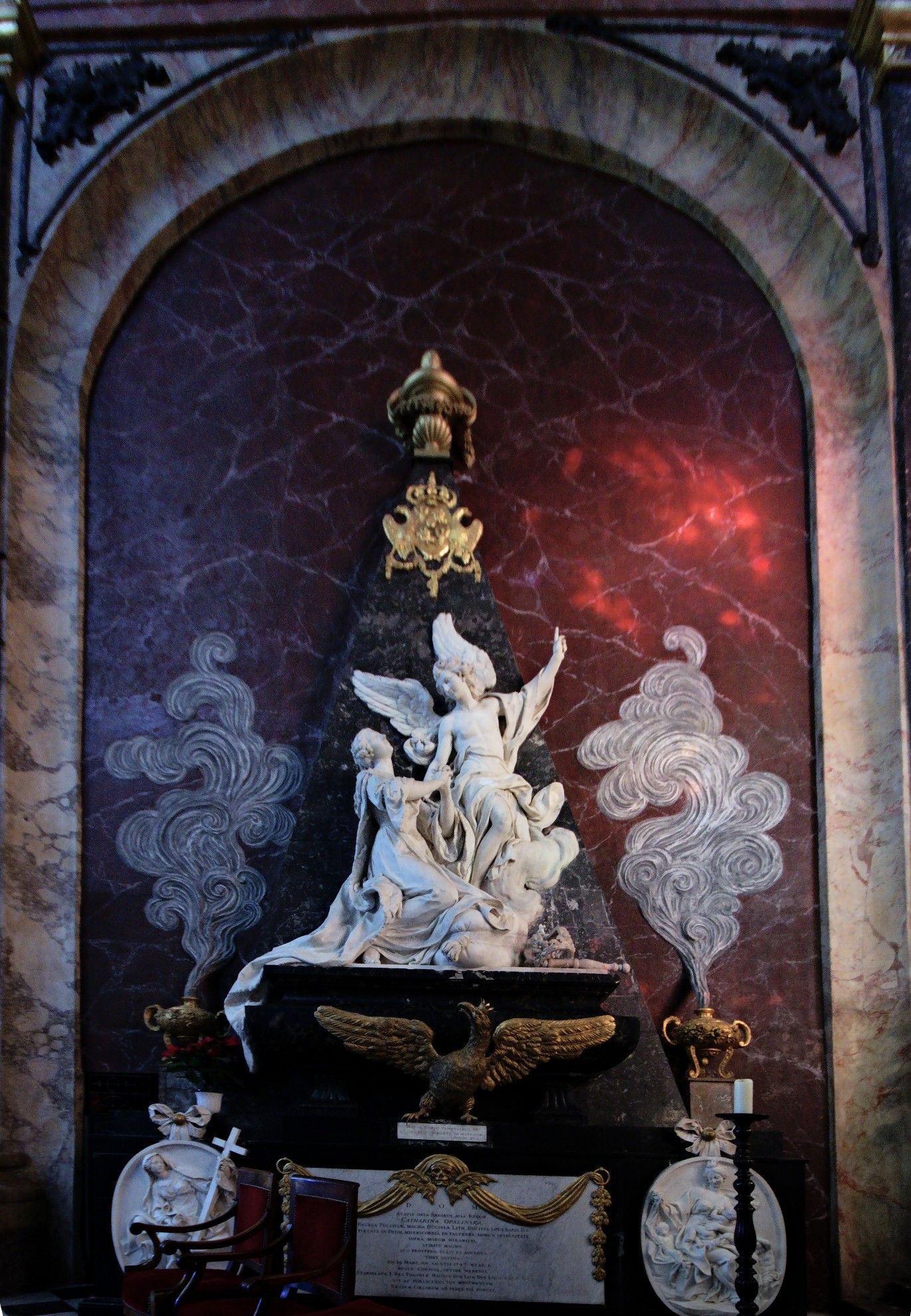
Mauzoleum Stanisława Leszczyńskiego i Katarzyny Opalińskiej w kościele Notre-Dame de Bon Secours w Nancy.